# ریدینگ (ماساچوست)
ریدینگ، ماساچوست
ریدینگ (به انگلیسی: Reading) شهرکی در شهرستان میدلسکس ایالت ماساچوست می‌باشد که در سال ۱۶۴۴ بنیان‌گذاری شده‌است. این شهرک در سرشماری سال ۲۰۱۰ میلادی، ۲۴٬۷۴۷ نفر جمعیت داشته‌است.